# Mistrzostwa Europy w Rugby 7 Mężczyzn 2013
Mistrzostwa Europy w Rugby 7 Mężczyzn 2013 – dwunaste mistrzostwa Europy w rugby 7 mężczyzn, oficjalne międzynarodowe zawody rugby 7 o randze mistrzostw kontynentu organizowane przez FIRA-AER mające na celu wyłonienie najlepszej męskiej reprezentacji narodowej w tej dyscyplinie sportu w Europie. Zostały rozegrane w formie sześciu turniejów w trzech hierarchicznie ułożonych dywizjach w okresie od 18 maja – 22 września 2013 roku. W walce o tytuł mistrzowski brało udział dwanaście zespołów, pozostałe europejskie drużyny, które przystąpiły do rozgrywek, występowały w niższych dywizjach, pomiędzy wszystkimi trzema istniał system awansów i spadków.
W obydwu turniejach zwyciężyli Anglicy broniąc tym samym tytułu sprzed roku, pozostałe miejsca na podium zajęli Francuzi i Rosjanie.

## Informacje ogólne
Mistrzostwa zostały rozegrane w formie sześciu turniejów w dwunasto- lub ośmiozespołowej obsadzie – po dwa na każdym poziomie rozgrywek.
Mistrzem Europy zostawała drużyna, która po rozegraniu dwóch turniejów w czerwcu i sierpniu – w Lyonie i Bukareszcie – zgromadziła najwięcej punktów, które były przyznawane za zajmowane w nich miejsca:
| Miejsce | Punkty |
| ------- | ------ |
| 1       | 20     |
| 2       | 18     |
| 3       | 15     |
| 4       | 14     |
| 5       | 12     |
| 6       | 10     |
| 7       | 7      |
| 8       | 6      |
| 9       | 4      |
| 10      | 3      |
| 11      | 2      |
| 12      | 1      |

W przypadku tej samej liczby punktów ich lokaty były ustalane kolejno na podstawie:
1. lepszego bilansu punktów zdobytych i straconych;
2. większej liczby zdobytych przyłożeń;
3. rzutu monetą.

Reprezentacje zostały podzielone na dwie sześciozespołowe grupy rywalizujące w pierwszej fazie w ramach grup systemem kołowym, po czym nastąpiła faza pucharowa – dwie czołowe drużyny z każdej grupy awansowały do półfinałów, zespoły z miejsc trzeciego i czwartego do turnieju Plate, a pozostałe walczyły o Bowl. W fazie grupowej spotkania toczone były bez ewentualnej dogrywki, za zwycięstwo, remis i porażkę przysługiwały odpowiednio trzy, dwa i jeden punkt, brak punktów natomiast za nieprzystąpienie do meczu. W przypadku remisu w fazie pucharowej organizowana była dogrywka składająca się z dwóch pięciominutowych części, z uwzględnieniem reguły nagłej śmierci.
Przystępujące do turnieju reprezentacje mogły liczyć maksymalnie dwunastu zawodników. Rozstawienie w każdych zawodach następowało na podstawie wyników poprzedniego turnieju, a w przypadku pierwszych zawodów – na podstawie rankingu z poprzedniego roku.
Pomiędzy dywizjami istniał system awansów i spadków – po zakończonym sezonie najsłabsza reprezentacja z Grand Prix Series oraz i dwie z Dywizji A zostały relegowane do niższych klas rozgrywkowych, a ich miejsce zajęli zwycięzcy zawodów odpowiednio Dywizji A oraz obu turniejów Dywizji B.

## Turnieje

### Lyon (8-9 czerwca)
| Miejsce | Reprezentacja |
| ------- | ------------- |
| 1       | Anglia        |
| 2       | Rosja         |
| 3       | Francja       |
| 4       | Walia         |
| 5       | Portugalia    |
| 6       | Szkocja       |
| 7       | Hiszpania     |
| 8       | Rumunia       |
| 9       | Włochy        |
| 10      | Niemcy        |
| 11      | Ukraina       |
| 12      | Gruzja        |

|  |                 |           |           |                   |    |       |       |       |
|  | Półfinały       | Półfinały | Półfinały |                   |    | Finał | Finał | Finał |
|  | Półfinały       | Półfinały | Półfinały |                   |    | Finał | Finał | Finał |
|  | 09 czerwca 2013 |           |           |                   |    |       |       |       |
|  |                 |           |           |                   |    |       |       |       |
|  | Walia           | Walia     | 12        |                   |    |       |       |       |
|  | Walia           | Walia     | 12        | 09 czerwca 2013   |    |       |       |       |
|  | Rosja           | Rosja     | 14        |                   |    |       |       |       |
|  | Rosja           | Rosja     | 14        |                   |    | Rosja | Rosja | 5     |
|  | 09 czerwca 2013 |           |           |                   |    | Rosja | Rosja | 5     |
|  |                 |           | Anglia    | Anglia            | 33 |       |       |       |
|  | Anglia          | Anglia    | Anglia    | Anglia            | 33 | 21    |       |       |
|  | Anglia          | Anglia    |           |                   |    |       |       |       |
|  | Francja         | Francja   | 7         |                   |    |       |       |       |
|  | Francja         | Francja   | 7         | Mecz o 3. miejsce |    |       |       |       |
|  |                 |           |           |                   |    |       |       |       |
|  | 09 czerwca 2013 |           |           |                   |    |       |       |       |
|  |                 |           |           |                   |    |       |       |       |
|  | Walia           | Walia     | 10        |                   |    |       |       |       |
|  | Walia           | Walia     | 10        |                   |    |       |       |       |
|  | Francja         | Francja   | 12        |                   |    |       |       |       |
|  | Francja         | Francja   | 12        |                   |    |       |       |       |

### Bukareszt (21-22 września)
| Miejsce | Reprezentacja |
| ------- | ------------- |
| 1       | Anglia        |
| 2       | Francja       |
| 3       | Rosja         |
| 4       | Włochy        |
| 5       | Portugalia    |
| 6       | Gruzja        |
| 7       | Szkocja       |
| 8       | Niemcy        |
| 9       | Rumunia       |
| 10      | Walia         |
| 11      | Hiszpania     |
| 12      | Ukraina       |

|  |                  |           |           |                   |   |        |        |       |
|  | Półfinały        | Półfinały | Półfinały |                   |   | Finał  | Finał  | Finał |
|  | Półfinały        | Półfinały | Półfinały |                   |   | Finał  | Finał  | Finał |
|  | 22 września 2013 |           |           |                   |   |        |        |       |
|  |                  |           |           |                   |   |        |        |       |
|  | Anglia           | Anglia    | 24        |                   |   |        |        |       |
|  | Anglia           | Anglia    | 24        | 22 września 2013  |   |        |        |       |
|  | Rosja            | Rosja     | 14        |                   |   |        |        |       |
|  | Rosja            | Rosja     | 14        |                   |   | Anglia | Anglia | 31    |
|  | 22 września 2013 |           |           |                   |   | Anglia | Anglia | 31    |
|  |                  |           | Francja   | Francja           | 7 |        |        |       |
|  | Włochy           | Włochy    | Francja   | Francja           | 7 | 0      |        |       |
|  | Włochy           | Włochy    |           |                   |   |        |        |       |
|  | Francja          | Francja   | 21        |                   |   |        |        |       |
|  | Francja          | Francja   | 21        | Mecz o 3. miejsce |   |        |        |       |
|  |                  |           |           |                   |   |        |        |       |
|  | 22 września 2013 |           |           |                   |   |        |        |       |
|  |                  |           |           |                   |   |        |        |       |
|  | Rosja            | Rosja     | 31        |                   |   |        |        |       |
|  | Rosja            | Rosja     | 31        |                   |   |        |        |       |
|  | Włochy           | Włochy    | 7         |                   |   |        |        |       |
|  | Włochy           | Włochy    | 7         |                   |   |        |        |       |